# Худайгулова, Рамиля Нигматзяновна
 Худайгулова Рамиля Нигматзяновна (род. 12 октября 1942 года) — артистка Сибайского театра драмы, народная артистка Башкирской АССР (1989). Член Союза театральных деятелей (1967).

## Биография
Худайгулова Рамиля Нигматзяновна родилась 12 октября 1942 года в деревне Дюртюли Давлекановского района Башкирской АССР.
В 1964 году окончила Уфимское училище искусств (курс Г. Г. Гилязева). По окончании училища до 1972 и с 1974 года работала в Сибайском театре драмы.

## Роли в спектаклях
Мадина («Йәйәүле Мәхмүт» — «Пеший Махмут» М. Карима), Мария («Һуңғы аҙым» — «Порог» А. Дударева), Муглифа («Бәхеткә ҡасҡандар» — «Убежавшие в счастье» Т. Х. Гариповой). Создала галерею образов женщин с трудной или трагич. судьбой: Шафак («Ай тотолган тондэ»; дебют, 1964), Асель («Ҡыҙыл яулыҡлы тирәккәйем» — «Тополёк мой в красной косынке» Ч. Т. Айтматова), Нурия («Аҡҡош йыры» — «Лебединая песня» Б. Бикбая), Ильбика («Әсә хөкөмө» — «Суд матери» А. К. Атнабаева), Хадия в спектакле «Төн, йәки Һәҙиә менән Рәми» («Ночь, или Хадия и Рами») Н. Гаитбая, Махмуза («Ҡоҙаса» — «Свояченица» Б. Бикбая и З. Г. Исмагилова), Сарби («Башмагым»), Старуха Марфуга («Эх, буйҙаҡтар, буйҙаҡтар…» — «Холостяки» Ф. М. Булякова)

## Награды и звания
- Народная артистка Башкирской АССР (1989)
- Заслуженная артистка Башкирской АССР (1978)
- Премия Союза театральных деятелей Башкортостана имени Бэдэр Юсуповой за лучшую женскую роль на Республиканском смотре театрального искусства за исполнение роли Хадии Давлетшиной (1994).
- Приз в номинации «Лучшая женская роль» Республиканского фестиваля «Театральная весна» (2005).